# Krijgsbaantunnel
De Krijgsbaantunnel is een tunnel in België, gelegen op de grens van Antwerpen (Borsbeek en Deurne) en Mortsel. De tunnel loopt onder de veiligheidszone op het einde van de startbaan van de Internationale Luchthaven Antwerpen en maakt deel uit van de R11, een ringweg in het zuidoosten van Antwerpen die plaatselijk ook Krijgsbaan heet, op het grondgebied van de Gemeente Mortsel.

## Geschiedenis
Voorafgaand aan de bouw van de tunnel werd het verkeer stilgelegd als er een vliegtuig ging landen of opstijgen. Sinds de tunnel ondervindt het wegverkeer geen hinder meer van de luchthaven. Met de bouw ervan werd ook de veiligheid voor fietsers verhoogd. Het gehele project (de tunnel en heraanleg van toegangswegen en fietspaden rond de luchthaven) heeft in totaal 54 miljoen euro gekost.
Op 21 november 2015 hielden hulpdiensten een rampoefening in de tunnel; op 13 december van dat jaar werd de tunnel officieel geopend door toenmalig Minister van Mobiliteit en Openbare Werken Ben Weyts. Een dag later werd de tunnel voor het verkeer opengesteld.

## Veiligheidszone
De bouw van de tunnel was noodzakelijk om aan de regels van de ICAO te voldoen. Die schrijven voor dat er rond de landingsbaan een zogeheten Runway end Safety Area (RESA) moet zijn waarin zich geen obstakels bevinden. Deze zone moet minstens 90 meter lang zijn en voor luchthavens waar vliegtuigen opstijgen die minimaal tussen 1200 en 1800 meter nodig hebben om op te stijgen beveelt de ICAO een RESA van minstens 240 meter aan.

## R11bis
In het Masterplan 2020 voor de mobiliteit rond Antwerpen - waar ook de Oosterweelverbinding deel van uitmaakt - werd een ondertunneling van de R11 voorzien bedoeld als grote ring rond Antwerpen, de R11bis. Bij het ontwerp van de Krijgsbaantunnel werd hier rekening mee genomen, zodat de R11bis-tunnel onder de Krijgsbaantunnel kon lopen. De plannen voor de R11bis zijn nadien afgevoerd. 
Bevrijdingstunnel · Blauwtorentunnel · Bolivartunnel · Jeanne Brabantstunnel · Jos Brabantstunnel · Craeybeckxtunnel · Frans Tijsmanstunnel · Gasthuistunnel · Jan De Vostunnel · Kennedytunnel · Krijgsbaantunnel · Liefkenshoektunnel · Sint-Annatunnel · Van Eycktunnel · Valaartunnel · Waaslandtunnel